# Stefan Botev
Stefan Botev, né le 14 février 1968 à Harmanli, est un haltérophile bulgare puis naturalisé australien.

## Carrière
Stefan Botev participe aux Jeux olympiques d'été de 1992 à Barcelone où il remporte la médaille de bronze dans la catégorie des 100–110 kg. Lors des Jeux olympiques d'été de 1996, il concourt pour l'Australie et remporte la médaille de bronze dans la catégorie des +108 kg.
Il remporte deux titres de champion du monde en catégorie des poids lourds (en 1989 et 1990), une médaille d'argent mondiale en 1993 et deux médailles de bronze en catégorie des poids super lourds en 1994 et 1995.
Il obtient aussi deux titres de champion d'Europe en catégorie des poids lourds (en 1989 et 1990) et deux médailles d'argent en 1987 et 1988.